# Beverly Byron
Pour les articles homonymes, voir Byron.
Beverly Byron est une femme politique américaine née Beverly Barton Butcher le 27 juillet 1932 à Baltimore (Maryland) et morte le 9 février 2025 à Frederick (Maryland). 
Membre du Parti démocrate, elle est élue du Maryland à la Chambre des représentants des États-Unis de 1979 à 1992.

## Biographie
Beverly Byron grandit à Washington. Ses parents, Ruth et Harry Butcher, sont proches de Dwight Eisenhower.
En novembre 1978, elle est élue à la Chambre des représentants des États-Unis dans le 6e district du Maryland, dans l'ouest de l'État. Elle succède ainsi à son mari, Goodloe Byron (en), mort d'une crise cardiaque durant son jogging un mois plus tôt. Démocrate conservatrice, elle est réélue à huit reprises. Spécialisée dans les questions de défense, elle est la première femme à présider une sous-commission de la commission des forces armées de la Chambre des représentants.
En 1992, elle perd les primaires démocrates face au délégué Tom Hattery (44 % des voix contre 56 %). Hattery est battu lors de l'élection générale par le républicain Roscoe Bartlett (en). 
Après sa défaite, elle est nommée par les présidents Bush et Clinton à la Base Realignment and Closure. Elle participe également à la direction de plusieurs associations et entreprises.

### Mort
Beverly Byron meurt le 9 février 2025 à l’âge de 92 ans à Frederick (Maryland).